# 深江村 (広島県)
深江村（ふかえそん）は、広島県佐伯郡にあった村。現在の江田島市大柿町深江にあたる。

## 地理
- 海洋：広島湾
- 島嶼：東能美島、沖野島、長島[1]

## 歴史
- 1889年（明治22年）4月1日、町村制の施行により、佐伯郡深江村が単独で村制施行し、深江村が発足[1][2]。
- 1954年（昭和29年）11月3日、佐伯郡大柿町、飛渡瀬村と合併し、大柿町が存続して廃止された[1][2]。

## 産業
- 漁業、農業[1]。